# Roman Roczeń
Roman Roczeń, właśc. Romuald Roczeń (ur. 13 lipca 1963 w Szczytnie) – polski niewidomy pieśniarz i gitarzysta. W repertuarze ma głównie utwory szantowe, zarówno własnego autorstwa, jak i covery. Występuje od 1997. Zaczynał w warszawskich pubach, od razu zdobywając dużą popularność. Od 2008, do czerwca 2013 na gitarze akompaniował mu Waldemar Lewandowski. Obecnie Roman Roczeń śpiewa przy akompaniamencie Krzysztofa Kowalewskiego.
Jest jednym z bardziej znanych artystów szantowych. Członek Stowarzyszenia „Bractwo Zawiszaków”, od 20 grudnia 2003 roku członek zarządu tej organizacji.

## Rejs „Zobaczyć Morze” i wypadek
Jednym z marzeń Romana Roczenia było zorganizowanie rejsu dla niewidomych, który umożliwiłby im „zobaczenie” morza. W 2006 roku udało mu się zrealizować to marzenie i pod koniec maja tego roku miał miejsce pierwszy rejs Zobaczyć morze.
Po tym rejsie, w czasie postoju w porcie w Oslo, Roman Roczeń uległ wypadkowi – spadł z zejściówki i uszkodził kręgosłup (pęknięty drugi kręg szyjny). Po tym wypadku w całej Polsce odbyła się seria koncertów charytatywnych w celu zebrania pieniędzy na rehabilitację po wypadku, oraz na leczenie innego szantymena – Ireneusza Wójcickiego, u którego w tym samym czasie zdiagnozowano chorobę nowotworową. Powstał też specjalny trójpłytowy album Zobaczyć morze mający na celu pomoc w zebraniu niezbędnych środków na pomoc potrzebującym szantymenom.
Przerwa w działalności muzycznej spowodowana rehabilitacją trwała 2 lata.

## Osiągnięcia
Otrzymał wyróżnienie w programie Szansa na sukces. Występował też na:
- Centralnych Spotkaniach Turnieju Poezji,
- Śpiewanej Giełdzie Piosenki Turystycznej,
- V Spotkaniach z Piosenką Żeglarską „Szanty nad Drawą” Złocieniec 2000 (II miejsce),
- Festiwalu Piosenki Morskiej „Szanty w Giżycku” w 2000 (na tej ostatniej otrzymał nagrodę Grand Prix)
- IV Festiwal Pieśni Morza „Słona Woda” w Mrzeżynie 2001 (I nagroda)
- „Wiatrak” w Świnoujściu 2002
- W 2002 r. utwór Chłodnia dotarł do 20 miejsca Listy Przebojów Programu Trzeciego[1]

## Dyskografia
- Mogę kopać tu dalej
- Chłodnia (2002 r., drugie wydanie wzbogacone o jeden utwór w 2010 r.)
- W przerwie (2008 r.)
- Kraina Mayo (2011 r.)
- Piosenki z kaset (2020 r.)